# Tarentaise (Loire)
Tarentaise település Franciaországban, Loire megyében. Lakosainak száma 509 fő (2022. január 1.). Tarentaise Saint-Étienne, La Versanne, Le Bessat, Saint-Genest-Malifaux és Thélis-la-Combe községekkel határos.

## Népesség
A település népessége az elmúlt években az alábbi módon változott:
| Lakosok száma | 142  | 293  | 330  | 456  | 448  | 465  | 475  | 483  | 492  | 509  |
|               | 1968 | 1982 | 1990 | 2006 | 2013 | 2015 | 2017 | 2019 | 2020 | 2022 |